# Purdiaea nutans
Purdiaea nutans är en tvåhjärtbladig växtart som beskrevs av Jules Émile Planchon. Purdiaea nutans ingår i släktet Purdiaea och familjen Clethraceae. Inga underarter finns listade i Catalogue of Life.